# Leopold Mayer
Leopold Mayer (... – 21 settembre 1914) è stato un nuotatore austriaco.
Prese parte alle gare di nuoto dei Giochi olimpici intermedi, gareggiando nella staffetta 4x250m stile libero, con la squadra austriaca, composta anche da Otto Scheff, Edmond Bernhardt e Simon Orlik, arrivando ultimi. Partecipò anche alla gara del 1 miglio stile libero, arrivando ottavo, con un tempo di 34'41"0.